# 佐藤円
佐藤 円（さとう つぶら、1994年2月19日 - ）は、日本の元女子バレーボール選手。

## 来歴
山形県山形市出身。小学2年のとき、姉の影響によりバレーボールを始める。山形市立商高在学中にはライト・セッターとして、第41回春高バレーベスト8などの成績をあげ活躍した。
2011年11月にパイオニアレッドウィングスの内定選手となる。2012年1月7日の対NEC戦にてデビューを飾る。
2012年12月の平成24年度皇后杯バレーボール選手権でベスト4進出に貢献した。2013年10月の第68回国民体育大会バレーボール競技にて山形県12年ぶりの優勝を果たした。
2014年5月、パイオニアレッドウィングスの廃部に伴い退社。現役続行希望であったが他チームからのオファーがなく、実業団チームを立ち上げると発表したプレステージ・インターナショナルに就職した。2015年4月より同社バレーボールチームの主将を務める。
V・チャレンジリーグIIの2015/16シーズンは主にセッターとしてプレーし、2016/17シーズンはリベロのディグ担当としてプレーした。
2017/18シーズンはリベロでレセプションもこなしチームに貢献したが、手首の故障で思うようなプレーが出来なくなり、このシーズンをもって現役引退。引退後は社業に専念。

## エピソード
元トヨタ車体・NECの佐藤澪は実姉である。

## 所属チーム
- 滝山女子スポーツ少年団
- 山形市立第六中
- 山形市立商高
- パイオニアレッドウィングス（2012-2014年）
- プレステージ・インターナショナルアランマーレ（2015-2018年）

## 個人成績
Vプレミアリーグレギュラーラウンドにおける個人成績は下記の通り。
| シーズン | 所属       | 出場 | 出場   | アタック | アタック | アタック | アタック | ブロック | ブロック | サーブ | サーブ | サーブ | サーブ | レセプション | レセプション | 総得点 | 備考     |
| -------- | ---------- | ---- | ------ | -------- | -------- | -------- | -------- | -------- | -------- | ------ | ------ | ------ | ------ | ------------ | ------------ | ------ | -------- |
| シーズン | 所属       | 試合 | セット | 打数     | 得点     | 決定率   | 効果率   | 決定     | /set     | 打数   | エース | 得点率 | 効果率 | 受数         | 成功率       | 総得点 | 備考     |
| 2011/12  | パイオニア | 8    | 26     | 0        | 0        | 0.0%     | %        | 0        | 0.00     | 31     | 0      | 0.00%  | 7.3%   | 18           | 55.6%        | 0      | 内定選手 |
| 2012/13  | パイオニア | 28   | 81     | 0        | 0        | 0.0%     | %        | 0        | 0.00     | 117    | 2      | 1.71%  | 10.5%  | 73           | 46.6%        | 2      |          |
| 2013/14  | パイオニア | 26   | 35     | 0        | 0        | 0.0%     | %        | 0        | 0.00     | 48     | 1      | 2.08%  | 4.3%   | 15           | 46.7%        | 1      |          |